# Habiru

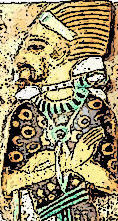
Supuesto Habiru. Azulejos de prisioneros de Ramsés III de un palacio real de Ramsés III (1182-1151 a. C.), en el Museo de Bellas Artes de Boston.

Habiru o Apiru fue el nombre dado por varias fuentes sumerias, egipcias, acadias, hititas, mitanias, y ugaríticas (datadas, aproximadamente, desde antes de 2000 a. C. hasta alrededor de 1200 a. C.) a un grupo de gentes que vivían en las áreas de Mesopotamia nororiental y el Creciente Fértil desde las fronteras de Egipto en Canaán hasta Persia. Dependiendo de fuente y época, los habiru son descritos variadamente como nómadas o seminómadas, generalmente como trabajadores migrantes, ocasionalmente como mercenarios, ocasionalmente sirvientes o incluso esclavos, aunque también como gente rebelde.

## Introducción
Los nombres Habiru y Apiru son usados en textos cuneiformes acadios. El nombre correspondiente en la escritura consonántica egipcia parece ser pr.u, convencionalmente pronunciado apiru (siendo -u el sufijo de plural en idioma egipcio); {Un ejemplo de cómo ver esta palabra en egipcio es: pr.u = pr pr pr // Ambos son ejemplos del plural. pr es también representado con los "pies andantes", y con "pr" para casa, y "r" combinados}. En los registros mesopotámicos son también identificados por el logograma sumerio SA.GAZ, de pronunciación desconocida.
Cuando se encontró la primera mención escrita de los Habiru (las cartas de Amarna, que incluyen muchas de gobernantes cananeos vasallos escritas en acadio a los faraones egipcios en el siglo XIV a. C.), los científicos igualaron con entusiasmo a esos pueblos con los Hebreos bíblicos (BRY), y pensaron que esos registros proporcionaban confirmación independiente de la invasión de Canaán por los hebreos bajo Josué. Sin embargo, este descubrimiento ha sido cuestionado por algunos científicos y es materia de muchas disputas.
Según más textos eran descubiertos a través de todo el cercano oriente, llegó a ser claro que los habiru se encontraban por casi todo el Creciente fértil, el arco de civilización "que se extendía desde las cuencas de los ríos Tigris-Éufrates, por el norte hasta el litoral del Mediterráneo y hacia el sur a través del Valle del Nilo, durante el segundo milenio." Carol Redmount que escribió 'Bitter Lives: Israel in and out of Egypt' en The Oxford History of the Biblical World concluyó que el término "Habiru" no tenía afiliaciones étnicas comunes, que no hablaban un lenguaje común, y que normalmente llevaban una existencia marginal y a veces rebelde en los bordes de la sociedad establecida. Ella define los varios Apiru/Habiru como "una clase social inferior, poco definida, compuesta de elementos de población móviles y elusivos sin lazos firmes con las comunidades asentadas" a los cuales se refieren como a "fuera de la ley, mercenarios, y esclavos" en los antiguos textos.

## Las fuentes

### Registros sumerios
Los documentos sumerios del reinado de Shulgi de Ur (alrededor del 2150 a. C.) describen una clase de "gente desharrapada, que viaja entre un silencio mortal, que destruye todo, cuyos hombres van donde quieren — establecen sus tiendas y campamentos — pasan su tiempo en el campo sin observar los decretos de mi rey". 
Esos pueblos son designados por un logograma de dos caracteres cuneiformes de pronunciación desconocida, que es transcrito convencionalmente como SA.GAZ. Aunque el logograma aparece en literatura sumeria, los dos símbolos no tienen significado por separado en idioma sumerio. Algunos científicos han propuesto que el logograma era pronunciado GUB.IRU en sumerio.
El logograma SA.GAZ en algunas antiguas listas de vocabulario es glosado como la palabra acadia habbatu que significa "salteador" o "ladrón de caminos".

### Habiru y los Hebreos

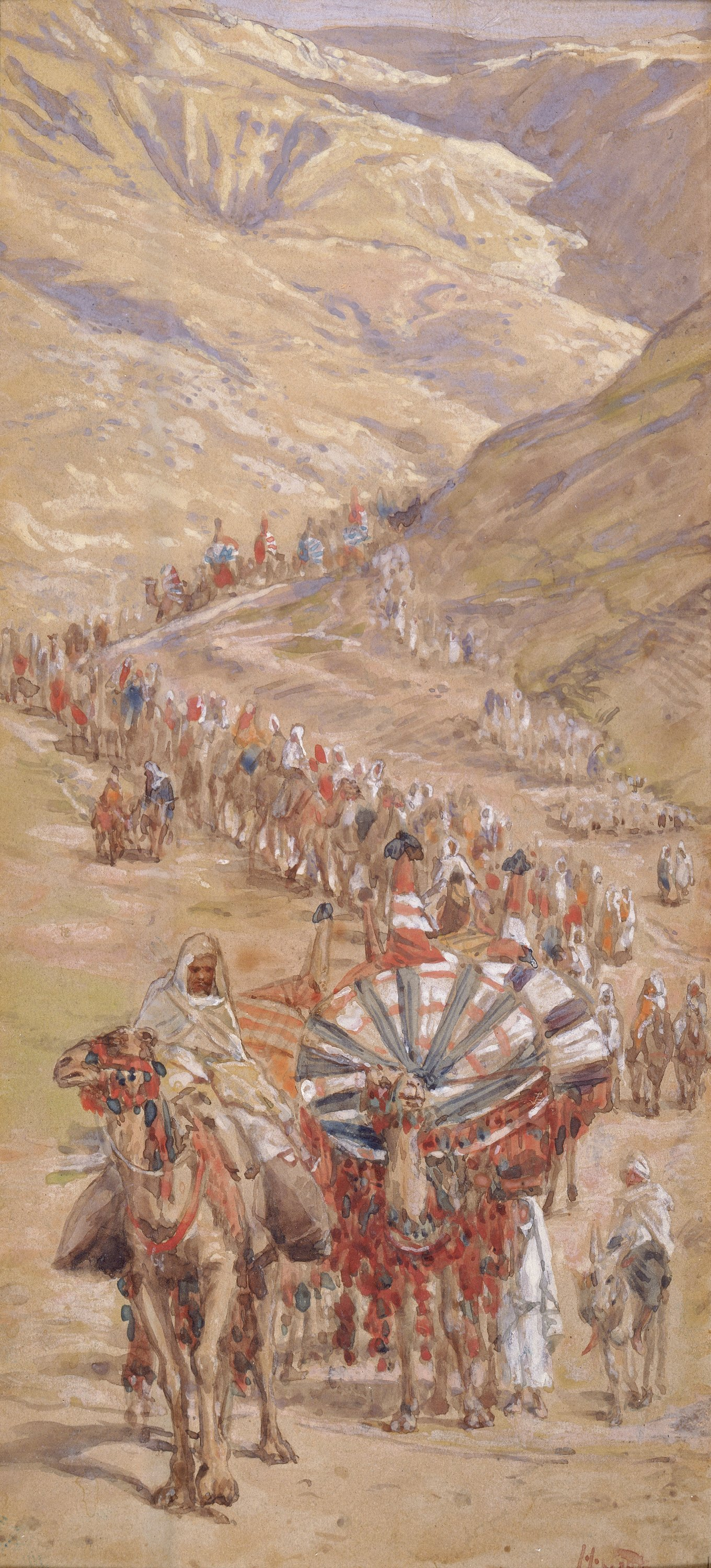
Hebreos. James Tissot, La caravana de Abraham (Génesis 12:6), acuarela, c. 1900

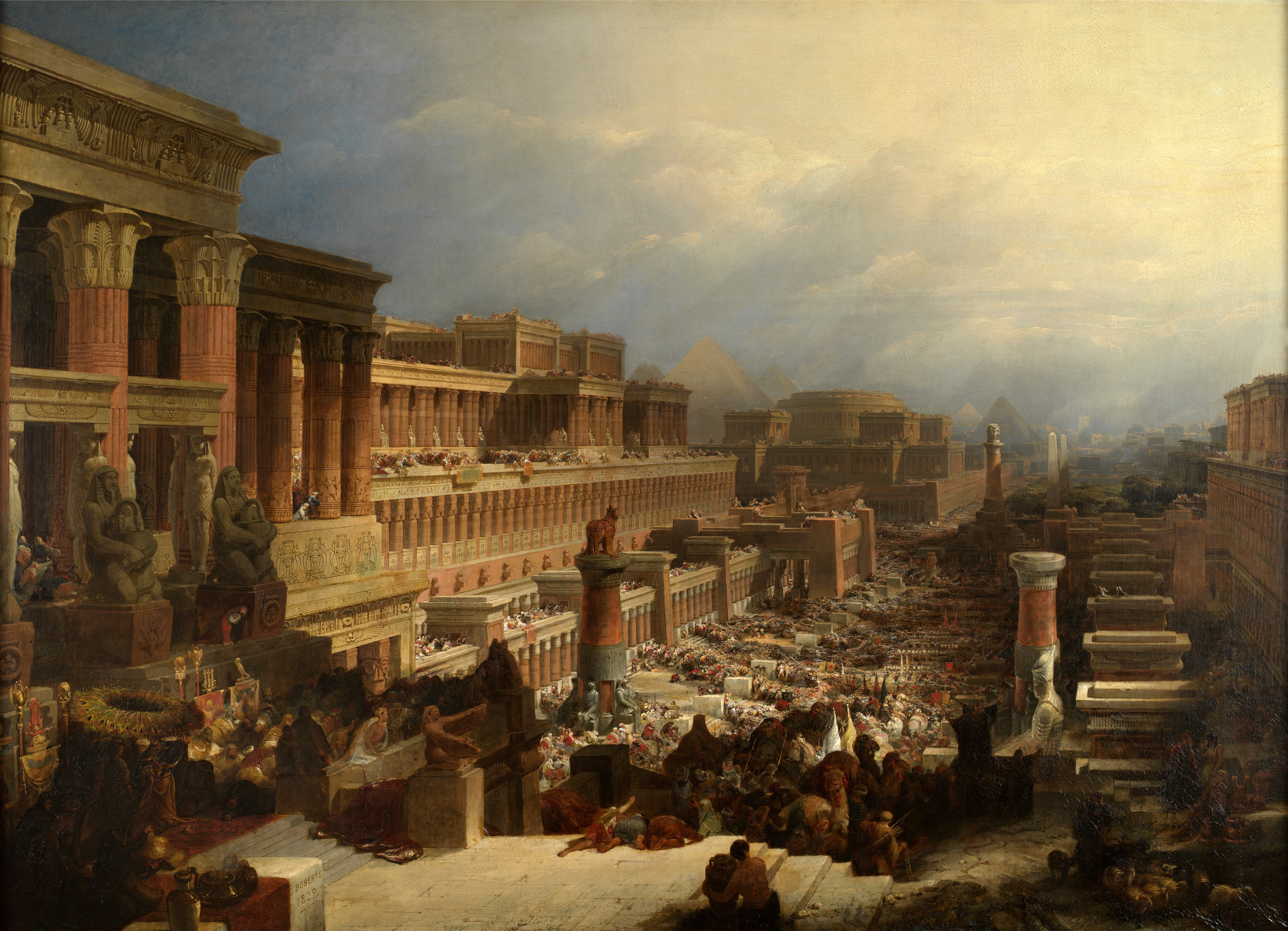
Éxodo. David Roberts, Los israelitas yéndose de Egipto, óleo sobre lienzo, 1828